# Pojištění odpovědnosti z provozu vozidla
Pojištění odpovědnosti z provozu vozidla, (OPV), též nesprávně povinné ručení, je povinné smluvní pojištění odpovědnosti, jehož základním účelem je pojistná ochrana zdraví a majetku třetích osob, kterým byla způsobena škoda zapříčiněná provozem vozidla. Podmínky sjednávání a plnění pojistné smlouvy v ČR nově od 1.4.2024 upravuje zákon č. 30/2024 Sb., jenž mj. stanoví, že povinné ručení musí být uzavřeno pro každé vozidlo, které je provozováno na pozemní komunikaci včetně vozidel, která jsou pouze ponechána na pozemní komunikaci. Jako profesní organizaci pojistitelů, kteří jsou na území ČR oprávněni poskytovat pojištění odpovědnosti z provozu vozidla, tento zákon zřizuje Českou kancelář pojistitelů.

## Historie
Jako první upravoval podmínky pojištění obecný zákoník občanský z roku 1811, v němž však byla odpovědnost za škodu z provozu vozidla omezena jen na odpovědnost za zavinění. Rozšířena i na následky nehody a nehody bez zavinění byla tzv. automobilovým zákonem z roku 1908 (zákon č. 162/1908 ř. z., o ručení za škody z provozování jízdních silostrojů). V roce 1925 uložil zákon povinnost sjednat pojištění odpovědnosti za škodu vzniklou provozem vozidla pilotům letadel, nicméně časem začali povinné ručení dobrovolně uzavírat i majitelé jiných motorových vozidel.
Ukončení zásady dobrovolnosti se datuje k 31. prosinci 1932, kdy vešel v platnost zákon č. 198/1932 Sb. z. a n., o dopravě motorovými vozidly. Podle něj se doprava osob nebo nákladu, pravidelná i nepravidelná, vykonávala živnostensky a byla proto pokládána za koncesovanou živnost. Povinností koncesionáře bylo uzavřít pojištění odpovědnosti na zabezpečení závazků vyplývajících z odpovědnosti za škodu způsobenou provozem vozidla v této činnosti. Zanedlouho však bylo zřejmé, že uložit tuto povinnost pouze živnostníkům je nedostatečné, a proto 1. listopadu 1935 zákon č. 81/1935 Sb. z. a n., o jízdě motorovými vozidly nařizoval uzavřít povinné ručení každému držiteli vozidla, které bylo evidováno v registru československých motorových vozidel. Uzavřít pojistnou smlouvu byl majitel vozidla povinen jak za sebe, tak za osobu, která s jeho vědomím vozidlo řídila. Zákon také zřídil Fond pro podporu při úrazech motorovými vozidly, do něhož se odváděly každoroční příspěvky dotčených pojišťoven a také příspěvky držitelů motorových vozidel bez platného pojištění.
V roce 1950 se obsah nařízení rozšířil a z povinného ručení zákonem č. 56/1950 Sb., o provozu na veřejných silnicích vzniklo pojištění zákonné. Pojištění tehdy obhospodařovala Československá pojišťovna, n. p. (soukromé pojišťovny byly prezidentským dekretem z 24. října 1945 č. 103/1945 Sb. znárodněny). Dříve zřízený Fond byl zrušen a jeho jmění připadlo státu. Až do roku 1991 platilo po dlouhých 40 let pojistné pro osobní automobily v nezměněné výši 144 korun. Zákon byl 1. července 1953 nahrazen vládním nařízením č. 54/1953 Sb., o provozu na silnicích, které s různými úpravami platilo do roku 1997. Mezitím se roku 1952 stala z České pojišťovny Státní pojišťovna, od roku 1968 rozdělená na Českou státní pojišťovnu a Slovenskú štátnú poisťovňu. Podmínky pojištění zodpovědnosti stanovilo Ministerstvo financí vyhláškou č. 123/1974 Sb.
Výrazné změny na pojistném trhu přinesl po Sametové revoluci zákon ČNR č. 185/1991 Sb., o pojišťovnictví, který ukončil monopolní postavení České státní pojišťovny. Zákonné pojištění motorových vozidel však i nadále bylo možné sjednat pouze u České pojišťovny, a. s. Až v roce 1999 byl přijat zákon č. 168/1999 Sb., o pojištění odpovědnosti za škodu způsobenou provozem vozidla a o změně některých souvisejících zákonů, který s účinností od 1. ledna 2000 připustil i jiné pojišťovny do možnosti uzavírat povinné ručení. Výběr byl omezen zvláštním povolením Ministerstva financí ČR, které pojišťovny k uzavírání tohoto typu pojištění potřebovaly. Zákonem byla také zřízena Česká kancelář pojistitelů, která od té doby sdružuje pojistitele, spravuje garanční fond a vykonává další činnosti uložené zákonem. Od 1. ledna 2014 byl navíc zřízen fond zábrany škod.

## Obecné informace
Hlavním úkolem pojištění odpovědnosti z provozu vozidla je pojistná ochrana zdraví a majetku třetích osob, kterým byla způsobena škoda zapříčiněná provozem vozidla. Zákonnou povinnost sjednat toto pojištění má každý vlastník motorového vozidla, které je provozováno na pozemní komunikaci včetně vozidel, která jsou pouze ponechána na pozemní komunikaci. Z povinného ručení jsou v případě dopravní nehody hrazeny škody zaviněné pojistníkem. Pojišťovna následně kryje náklady na opravu vozidla poškozeného, škodu způsobenou na zdraví nebo usmrcením, náklady na právní zastoupení poškozeného, škody ve formě ušlého zisku apod. Toto pojištění však nehradí poškození vozidla viníka, k uhrazení této újmy slouží havarijní pojištění. V případě, že k vozidlu není sjednané povinné ručení, je nutné, aby jeho majitel odevzdal technický průkaz a státní poznávací značku příslušnému orgánu evidence vozidel.
Pojištění odpovědnosti z provozu vozidla vzniká uzavřením pojistné smlouvy a jeho výši ovlivňuje celá řada faktorů. Mezi tato hlediska náleží kategorie vozidla (motocykl, osobní, nákladní nebo jiný automobil), zdvihový objem a výkon motoru, limit zvolený pro výši pojistného plnění, stáří vozidla a v neposlední řadě věk, bydliště a předcházející škodný průběh pojištění odpovědnosti pojistníka. Dokladem, jenž deklaruje sjednání povinného ručení, je tzv. zelená karta, kterou pojistitel vydá pojistníkovi ihned po podepsání pojistné smlouvy. Tento doklad obsahuje údaje o skutečném stavu vozidla a platí nejen na území celé České republiky, ale i v některých dalších evropských zemích.
V případě dopravní nehody je viník povinen bez zbytečného odkladu pojistiteli, u kterého máte sjednané pojištění odpovědnosti z provozu vozidla,
a) oznámit, že došlo ke škodné události, s uvedením skutkového stavu týkajícího se této události,
b) předložit k této škodné události příslušné doklady a v průběhu šetření postupovat v souladu s pokyny pojistitele.
V případě dopravní nehody pojistitel nehradí:
a) škodu, kterou utrpěl řidič vozidla, jehož provozem byla škoda způsobena,
b) škodu, za kterou pojištěný odpovídá svému manželu nebo osobám, které s ním v době vzniku škodné události žily ve společné domácnosti,
c) škodu na vozidle, jehož provozem byla škoda způsobena, jakož i na věcech přepravovaných tímto vozidlem, s výjimkou škody způsobené na věci, kterou měla tímto vozidlem přepravovaná osoba v době škodné události na sobě nebo u sebe, a to v rozsahu, v jakém pojištěný za škodu odpovídá,
d) škodu vzniklou mezi vozidly jízdní soupravy tvořené motorovým a přípojným vozidlem, jakož i škodu na věcech přepravovaných těmito vozidly, nejedná-li se o škodu způsobenou provozem jiného vozidla,
e) škodu vzniklou manipulací s nákladem stojícího vozidla,
f) náklady vzniklé poskytnutím léčebné péče, dávek nemocenského pojištění (péče) nebo důchodů z důchodového pojištění v důsledku škody na zdraví nebo usmrcením, které utrpěl řidič vozidla, jehož provozem byla tato škoda způsobena,
g) škodu způsobenou provozem vozidla při jeho účasti na organizovaném motoristickém závodu nebo soutěži, s výjimkou škody způsobené při takovéto účasti, jestliže je řidič při tomto závodu nebo soutěži povinen dodržovat pravidla provozu na pozemních komunikacích,
h) škodu vzniklou provozem vozidla při teroristickém činu nebo válečné události, jestliže má tento provoz přímou souvislost s tímto činem nebo událostí.

## Charakteristika základních pojmů

### Pojistná smlouva
Pojištění odpovědnosti vzniká na základě pojistné smlouvy uzavřené mezi pojistníkem a pojistitelem. Pojistitel je vždy povinen uzavřít pojistnou smlouvu, jestliže návrh na její uzavření neodporuje zákonu č. 30/2024 Sb., zákonu č. 37/2004 Sb. upravujícímu pojistnou smlouvu nebo pojistným podmínkám pojistitele. Smlouva zavazuje pojistitele poskytovat pojistné plnění v rozsahu sjednaném ve smlouvě. Uzavřít pojistnou smlouvu o pojištění odpovědnosti je povinen provozovatel tuzemského vozidla nebo řidič cizozemského vozidla, nestanoví-li zákon č. 30/2024 Sb. jinak. Bezprostředně po uzavření pojistné smlouvy obdrží pojistník od pojistitele zelenou kartu. Po 1.10.2024 dojde k plné onlinizaci a zelená karta v rámci ČR již nebude vyžadována. Pojistitelé budou informace o platnosti pojištění odpovědnosti z provozu vozidla reportovat online do registru ČKP. Pojistná smlouva vždy obsahuje určení pojistitele a pojistníka a údaje o vozidle, dobu trvání pojištění, limit pojistného plnění, výši pojistného, jeho splatnost a způsob jeho placení a formu a místo oznámení škodné události.
Povinnost uzavírat povinné ručení podle zákona nemá řidič cizozemského vozidla s platnou zelenou kartou vydanou pojišťovnou v cizím státě, nebo vozidla, jehož pojištění odpovědnosti na území České republiky je zaručeno kanceláří pojistitelů cizího státu, složka integrovaného záchranného systému, Bezpečnostní informační služba pro jí provozovaná vozidla, Generální inspekce bezpečnostních sborů pro jí provozovaná vozidla, Ministerstvo obrany pro vozidla provozovaná Vojenským zpravodajstvím a Ministerstvo vnitra pro vozidla provozovaná Úřadem pro zahraniční styky a informace a pro vozidla útvarů Policie České republiky pověřenými vyšetřováním podle zvláštního právního předpisu, obec pro vozidla provozovaná jednotkami sborů dobrovolných hasičů obce a Ministerstvo financí pro vozidla provozovaná pověřenými celními orgány, které mají podle zvláštního právního předpisu postavení policejního orgánu. Škodu způsobenou provozem vozidla s výjimkou z pojištění odpovědnosti nahradí ministerstvo.
Pojištění z odpovědnosti provozu vozidla zaniká:
a) dnem, kdy pojistník, jeho dědic, právní nástupce nebo vlastník vozidla, je-li osobou odlišnou od pojistníka, oznámil pojistiteli změnu vlastníka tuzemského vozidla,
b) dnem, kdy vozidlo, které nepodléhá evidenci vozidel, zaniklo; vozidlo zanikne okamžikem, kdy nastane nevratná změna znemožňující jeho provoz,
c) dnem vyřazení tuzemského vozidla z evidence vozidel, pokud se pojistitel a pojistník nedohodli na jeho přerušení,
d) odcizením vozidla; nelze-li dobu odcizení vozidla přesně určit, považuje se vozidlo za odcizené, jakmile Policie České republiky přijala oznámení o odcizení vozidla,
e) dnem následujícím po marném uplynutí lhůty stanovené pojistitelem v upomínce k zaplacení pojistného nebo jeho části, doručené pojistníkovi; tato lhůta nesmí být kratší než 1 měsíc a upomínka pojistitele musí obsahovat upozornění na zánik pojištění odpovědnosti v případě nezaplacení dlužného pojistného a o této upomínce pojistitel současně informuje osobu uvedenou v pojistné smlouvě jako vlastník tuzemského vozidla, jde-li o osobu odlišnou od pojistníka; lhůtu stanovenou pojistitelem v upomínce k zaplacení pojistného nebo jeho části lze před jejím uplynutím dohodou prodloužit,
f) výpovědí podle zvláštního právního předpisu (§ 800 občanského zákoníku),
g) dohodou,
h) uplynutím doby, na kterou bylo pojištění odpovědnosti sjednáno.

### Zelená karta
Zelená karta je v Evropě jediným mezinárodně uznávaným dokladem o existenci pojištění odpovědnosti za škodu způsobenou provozem vozidla. Řidiči vozidla umožní prokázat, že má v pořádku pojištění odpovědnosti, dále umožní vstup a provoz vozidla na území cizího státu bez nutnosti uhradit finanční částky jinak požadované tamními orgány za tzv. hraniční pojištění. Na přední straně zelené karty jsou uvedeny rozeznávací značky států, které jsou členy Rady kanceláří. Podmínkou platnosti zelené karty v té které zemi pak je, aby její rozeznávací značka nebyla v této rubrice přeškrtnuta. Při provozu vozidla na pozemní komunikaci je jeho řidič povinen mít u sebe zelenou kartu nebo doklad o hraničním pojištění a na požádání jej předložit příslušníku Policie České republiky. To neplatí pro řidiče vozidla s výjimkou z pojištění odpovědnosti a řidiče cizozemského vozidla, jehož pojištění odpovědnosti je zaručeno kanceláří pojistitelů cizího státu. Jestliže řidič není schopen zelenou kartu předložit, může být na místě finančně penalizován blokovou pokutou ve výši do 1 500 Kč.
Členské státy Rady kanceláří, s nimiž Česká kancelář pojistitelů uzavřela dohody o systému zelených karet:
Albánie, Andorra, Belgie, Bosna a Hercegovina, Bulharsko, Černá Hora, Dánsko, Estonsko, Finsko, Francie, Chorvatsko, Irsko, Island, Itálie, Izrael, Kypr, Lichtenštejnsko, Litva, Lotyšsko, Lucembursko, Maďarsko, Malta, Maroko, Moldavsko, Monako, Německo, Nizozemsko, Norsko, Polsko, Portugalsko, Rakousko, San Marino, Rumunsko, Řecko, Severní Makedonie, Slovensko, Slovinsko, Spojené království, Srbsko, Španělsko, Švédsko, Švýcarsko, Tunisko, Turecko, Ukrajina, Vatikán.
Jednou ze zemí, kde není mezinárodní zelená karta uznávána je Kosovo. Řidiči jedoucí přes Kosovo si musí sjednat povinné ručení na jednom ze 13 oficiálních míst. Sazby za povinné ručení jsou rozděleny podle typu vozidla a podle doby trvání zákonného pojištění. Nejkratší doba, na kterou lze v Kosovu povinné ručení sjednat je 15 dnů za 30 EUR pro osobní vůz.
Od 1.7.2020 se zelená karta vydává i na bílém papíře, od 1.7.2021 zelený papír úplně zmizí a karta se bude tisknout na bílý papír. Původní zelené karty budou však v oběhu až do jejich ukončení platnosti.
Zákon č. 30/2024 Sb. o pojištění odpovědnosti z provozu vozidla má účinnost 1.4.2024 s odkladem plné onlinizace do 1.10.2024. Po tomto datu budou všechny tuzemské pojišťovny reportovat platnost pojištění v reálném čase do registru ČKP. Zelenou kartou se bude řidič prokazovat pouze v zahraničí.

### Limity
Výše limitů povinného ručení, tedy nejvyšší hranice plnění pojistitele při jedné škodné události, je velmi významná pro pojistné plnění jednotlivých druhů škod, aby pojišťovny své produkty nenabízely s příliš nízkými limity. Podle zákona č. 168/1999 Sb. je nejnižší povinná hranice limitu stanovena na 35 milionů korun při škodě na zdraví a 35 milionů korun při škodě na majetku. S účinností zákona č. 30/2024 Sb. od 1.4.2024 je nejnižší povinná hranice limitu stanovena na 50 milionů korun při škodě na zdraví a 50 milionů korun při škodě na majetku. Tato změna s účinností zákona platí i na všechny dříve sjednané smlouvy s nižšími limity. Horní limit pojištění odpovědnosti si pojišťovna určuje podle svých dispozic. Limit na zdraví určuje, na jakou částku je stanoven limit plnění pro každého jednotlivého zraněného či usmrceného účastníka pojistné události včetně náhrady nákladů vynaložených na péči hrazenou z veřejného zdravotního pojištění a regresního nároku. Pojistný limit pro škody na věci a ušlý zisk je stanoven bez ohledu na počet poškozených; převyšuje-li součet nároků uplatněných více poškozenými limit pojistného plnění uvedený v pojistné smlouvě, pojistné plnění se každému z nich snižuje v poměru tohoto limitu k součtu nároků všech poškozených.

### Rozsah pojištění odpovědnosti
Povinné ručení kryje škody způsobené třetí osobě a vztahuje se na každou osobu, která odpovídá za škodu způsobenou provozem vozidla uvedeného v pojistné smlouvě. Nepokrývá však škody způsobené na vozidle, které způsobilo dopravní nehodu. Pojistitel se ve smlouvě zavazuje hradit veškeré škody, které byly způsobeny provozem pojištěného vozidla třetí osobě:
a) způsobenou škodu na zdraví nebo usmrcením,
b) způsobenou škodu vzniklou poškozením, zničením nebo ztrátou věci, jakož i škodu vzniklou odcizením věci, pozbyla-li fyzická osoba schopnost ji opatrovat,
c) ušlý zisk,
d) účelně vynaložené náklady spojené s právním zastoupením při uplatňování nároků podle písmen a) až c).
Škoda je hrazena v penězích, maximálně však do výše limitu pojistného plnění stanoveného v pojistné smlouvě. Pojistitel hradí zdravotní pojišťovně vynaložené náklady na zdravotní péči hrazenou z veřejného zdravotního pojištění, pokud ke škodné události, ze které tato škoda vznikla a za kterou pojištěný odpovídá, došlo v době trvání pojištění odpovědnosti. Toto platí i v případě regresní náhrady předepsané k úhradě pojištěnému dle zákona upravujícího nemocenské pojištění.
Pojistná smlouva musí být sjednána tak, aby pojištění odpovědnosti platilo ve všech členských státech a dalších státech uvedené ve vyhlášce č. 205/1999 Sb. Pojistitel je povinen platnost v daných státech vyznačit na zelené kartě. V případě škodné události způsobené provozem vozidla na území jiného členského státu se rozsah pojištění řídí právní úpravou tohoto členského státu, pokud není rozsah podle pojistné smlouvy nebo zákona širší.

### Bonus a malus
Podle zákona č. 168/1999 Sb. § 3 odst. 2 je při sjednávání výše pojistného v pojistné smlouvě pojistitel povinen zohlednit celkový předcházející škodný průběh pojištění odpovědnosti pojistníka, a to slevou na pojistném v případě bezeškodného průběhu pojištění nebo přirážkou k pojistnému v případě výplaty pojistného plnění z pojištění odpovědnosti. Bonusový systém platí již od počátku roku 2000 a v praxi znamená, že za každých 12 měsíců trvání povinného ručení získá pojistník u některých tarifů pojišťoven tzv. bonus. Tento bonus je svázán s osobou, která si sjednala povinné ručení na jedno či více vozidel. Nárok na bonus vzniká za podmínky, že celý uplynulý rok nebyla provozem pojištěného vozidla zaviněna žádná dopravní nehoda. Výše tohoto bonusu se může u jednotlivých pojišťoven lišit, nicméně většina pojišťoven započítává jeho výši na 5 %. Bonusy za jednotlivé roky se sčítají, přičemž pojišťovny evidují dobu jednotlivých pojištění v měsících.
Za škodu způsobenou provozem vozidla, tzv. „rozhodnou událost“, pojišťovny odečítají určitý počet měsíců z doby pojištění. Obvykle je odečteno 24 nebo 36 měsíců za každou dopravní nehodu. Výši bonusu tedy stanovuje tzv. „rozhodná doba“, kterou vyjadřuje doba nepřetržitého pojištění krácená počtem rozhodných událostí. Pokud součet záporných měsíců za rozhodné události převyšuje počet měsíců délky povinného ručení, pojišťovna navýší pojistné o tzv. malus. Bonus i malus se vztahují k pojistníkovi a ne k vozidlu, což znamená, že přetrvávají s danou osobou i po odhlášení či prodeji vozidla. Zároveň jsou přenositelné mezi všemi pojišťovnami. Bonusy za vyježděné měsíce bez nehody jsou při stanovení výše pojistného zohledněny pouze pro stejnou nebo obdobnou kategorii vozidla.

### Zapůjčený bonus
Komerční pojišťovny kromě běžných bonusů, které udělují za bezeškodní průběh uzavřených pojistných smluv v oblasti autopojištění, nabízejí také takzvaný „zapůjčený bonus“ nebo jinak „předplacený bonus“. První pojišťovnou, která tuto výhodu zavedla na českém pojišťovacím trhu, byla dnes již neexistující Pojišťovna Universal. Po povodních v roce 1997 nabízela klientům zkrachovalé Pojišťovny Morava pojištění za stejných cenových podmínek, jaké měli doposud. K vyrovnání rozdílu v cenách mezi oběma pojišťovnami jako první použila nástroj zapůjčeného bonusu. Celé to fungovalo tak, že nová smlouva uzavřená s Pojišťovnou Universal kopírovala cenu Pojišťovny Morava. Pokud klient v následujícím období dostal plnění z nové pojistné události, byl mu rozdíl v cenách odečten z pojistného plnění. Neměl-li klient škodu, zůstávala v platnosti původní nízká cena.
Podobný princip později převzaly i jiné pojišťovny, jako např. Kooperativa pojišťovna ve svém produktu „Důvěra“. U pojištění povinného ručení motorových vozidel nabízela předplacený bonus 15 % na tři roky. Pokud v tomto časovém období klient způsobil škodu, zapůjčený bonus 15 % musel vrátit. Na velmi podobném principu funguje program „Extra benefit“ od České podnikatelské pojišťovny. Pojišťovny tímto zapůjčeným bonusem jednak snižují vstupní cenu pojištění a stávají se lépe konkurenceschopné a jednak zvýhodňují dobré řidiče s bezeškodním průběhem pojištění.

### Hraniční pojištění
Při vstupu na území České republiky uzavírá hraniční pojištění řidič toho cizozemského vozidla, jehož země neuzavřela dohodu o zelené kartě s Českou kanceláří pojistitelů (ČKP). Hraniční pojištění se sjednává po dobu nejméně 15 dnů a vztahuje se pouze na škodné události, které nastaly na území České republiky a na území jiného členského státu. Policie České republiky nesmí umožnit jízdu vozidla bez hraničního pojištění na území ČR, pokud však odhalí porušení tohoto nařízení, je řidič vozidla povinen zaplatit České kanceláři pojistitelů pojistné odpovídající trojnásobku pojistného, které mělo být na
dobu pobytu tohoto vozidla na území České republiky zaplaceno, nejméně však 10 000 Kč.

### Pojistné plnění
Poškozený má právo uplatnit svůj nárok na plnění podle § 6 zákona č. 168/1999 Sb. u příslušného pojistitele nebo u České kanceláře pojistitelů, jedná-li se o nárok na plnění z garančního fondu podle § 24 či na náhradní plnění podle § 24a a 24b téhož zákona. Při uplatnění nároku je povinen předložit společný záznam o dopravní nehodě, jedná-li se o dopravní nehodu nepodléhající oznámení Policii České republiky podle zákona upravujícího provoz na pozemních komunikacích. Plnění pojistitele je splatné do 15 dnů, jakmile pojistitel skončil šetření nutné k zjištění rozsahu jeho povinnosti plnit nebo jakmile pojistitel obdržel pravomocné rozhodnutí soudu o své povinnosti poskytnout pojistné plnění. Šetření škodné události je pojistitel povinen provést bez zbytečného odkladu ve lhůtě do 3 měsíců ode dne, kdy bylo oprávněnou osobou uplatněno právo na plnění z pojištění odpovědnosti. V případě, že je škoda způsobena nepojištěným vozidlem, hradí oprávněné nároky poškozenému ze svého garančního fondu Česká kancelář pojistitelů. Ta zároveň uplatňuje postih vůči nepojištěnému škůdci.

### Amortizace
Amortizace označuje snižující se hodnotu vozu. Pro určení výše pojistného je rozhodující právě hodnota vozu. Pojišťovna podle stáří vozu a ceny nového vozidla vypočítá, jaká je jeho současná hodnota.
V pojišťovnictví je slovo amortizace velmi často skloňováno. Do češtiny bychom ho mohli přeložit jako opotřebení. Dotýká se hlavně starších vozů a jejich náhradních dílů. Zkoumáno je, jak je daný vůz starý a kolik má najeto kilometrů. To se porovnává s původní cenou dílu a výsledný rozdíl je majiteli vozu vyplacen při škodné události. Tento způsob výpočtu ceny jednotlivých dílů vyvolává časté dohady, pojišťovny ho především u těch starších vozů často využívají, jelikož na něm použité díly samozřejmě nemají takovou hodnotu, jako v době, kdy byl vůz nový. Při výpočtu amortizace je sledováno několik dalších faktorů, což má vliv na konečnou částku, která je majiteli poškozeného auta vyplacena. Čím je auto starší a má najeto více kilometrů, tím je amortizace větší a vyplacená částka nižší.

### Škodní zástupce
Škodní zástupce je vnitrostátní pojišťovna, která likviduje pojistnou událost jménem zahraniční pojišťovny. Podle § 9a,b,c,d zákona č. 168/1999 Sb. je každá pojišťovna poskytující pojištění odpovědnosti z provozu vozidla v některém ze států Evropského hospodářského prostoru (EHP) povinna ustanovit v každém členském státě EHP škodního zástupce, který jménem a na účet pojistitele projednává škodní události způsobené provozem vozidla. V praxi: pochází-li provozovatel vozidla, kterým byla způsobena škoda na vozidle registrovaném v ČR, z jiné členské země Evropské unie, má poškozený rovněž právo uplatňovat svoje nároky v České republice, a to proti škodnímu zástupci příslušné zahraniční pojišťovny pro Českou republiku.

## Pokuty
Fyzická osoba se dopustí přestupku tím, že provozuje nebo ponechá na pozemní komunikaci vozidlo bez pojištění odpovědnosti, za což jí může být uložena pokuta v rozmezí 5 000–40 000 Kč. Pokud pojištění odpovědnosti zaniklo a nebyla-li ve lhůtě 14 dnů ode dne tohoto zániku pojištění uzavřena nová pojistná smlouva týkající se téhož tuzemského vozidla, je vlastník tohoto vozidla povinen nejpozději ve stejné lhůtě odevzdat tabulku s registrační značkou a osvědčení o registraci nebo osvědčení o technickém průkazu tohoto vozidla příslušnému orgánu evidence. Pokud tak neučiní, dopustí se přestupku, a za toto jednání mu může být uložena pokuta v rozmezí 2 500–20 000 Kč. Pokuta 1 500–3 000 Kč může být uložena, pokud řidič vozidla nepředloží příslušníkům policie ČR zelenou kartu, nebo doklad o hraničním pojištění.
Podle § 24c zákona č. 168/1999 Sb. jsou vlastníci a provozovatelé vozidel, kteří nemají sjednáno povinné ručení, počínaje 1. lednem 2009 povinni České kanceláři pojistitelů uhradit zákonný příspěvek do Garančního fondu za každý den, kdy není vozidlo pojištěno.
Tento příspěvek byl v roce 2015 zrušen z důvodu výskytu častých neoprávněných výzev ze strany ČKP. V posledních letech se počet nepojištěných vozidel výrazně zvýšil a to byl hlavní důvod k další úpravě zákona o povinném ručení. ČKP má od 1.1. 2018 příspěvky od nepojištěných řidičů vymáhat za každý den bez pojištění, ale v důsledku změny systému by nemělo docházet k předešlým pochybením.
| Vybraná kategorie vozidla | Denní sazba vybíraná ČKP |
| ------------------------- | ------------------------ |
| Motocykl dle objemu       | 4–25 Kč                  |
| Osobní vozidlo            | 30–93 Kč                 |
| Nákladní vozidlo do 3,5 t | 86 Kč                    |
| Sanitka                   | 94 Kč                    |
| Autobus nad 5 t           | 160–290 Kč               |
| Tahač                     | 563 Kč                   |

## Povinné ručení ve světě
V převážné většině států je zákonnou povinností mít k provozu vozidla sjednané povinné ručení, v opačném případě je provoz tohoto vozidla považován za nelegální. Jednotlivé státy se však liší jak v související legislativě, tak ve výši stanovených sazeb. Například v Německu je při uzavření pojištění odpovědnosti z provozu vozidla nejdůležitějším údajem věk držitele pojistné smlouvy. Automobily jsou dále zařazeny do devíti typových a regionálních tříd. Ty klasifikuje nezávislý správce dat, který zkoumá škodní průběh v jednotlivých okresech i u jednotlivých modelů automobilů. Přeřazení aut do nových typových a regionálních tříd pak provádí na základě svých závěrů každoročně vždy 1. října. Jednotlivé třídy jsou označeny čísly, jednička značí nejnižší nehodovost, dvanáctka naopak vykazuje nejvíce nehod. Pojištění odpovědnosti v USA tvoří dvě pojistné smlouvy; pojištění odpovědnosti v případě tělesného zranění a pojištění pro případ majetkové škody. Regulace pojištění odpovědnosti se mění stát od státu a konkrétní požadavky závisí na místu bydliště, typu pojistky a na pojistném krytí. V souvislosti s těmito nároky je například v některých státech povinností mít uzavřené i pojištění plateb lékařům nebo pojištění proti nepojištěným. V Austrálii systém povinného ručení většinou pokrývá pouze zranění osob. Větší rozsah možností je možno uplatnit při tzv. komplexním pojištění vozidel, které je prodáváno samostatně. Toto pojištění zahrnuje i pokrytí škod na majetku, například při požáru nebo krádeži. Ve státě Jižní Austrálie, podobně jako v Západní Austrálii, vydává povinné ručení Komise pro dopravní nehody motorových vozidel a je součástí registračního poplatku licencí pro osoby starší 17 let. Ve státě Victoria je pojištění zahrnuto prostřednictvím daně v poplatku při registraci vozidla. V Queenslandu je povinné ručení nutnou součástí registrace vozidla.

## Pojistný podvod
České i zahraniční pojišťovny v oblasti pojištění odpovědnosti z provozu vozidla při šetření škodných událostí setrvale deklarují vysoký objem trestného činu pojistného podvodu (§ 210 trestního zákoníku). Například Generali Pojišťovna v roce 2010 evidovala 28 % pojistných podvodů ze všech prokázaných případů v souvislosti s povinným ručením. Nejčastěji jde o případy, kdy pachatelé ve spolupráci s tzv. „dobrým známým“ zinscenují dopravní nehodu a škoda je posléze hrazena z pojistky viníka nebo deklarují výměnu náhradních dílů, které ve skutečnosti nebyly vůbec poškozeny nebo byly pouze opraveny. Tato trestná činnost je celosvětovým problémem a je zásadní pro celou společnost, neboť neodhalené pojistné podvody vedou ke zhoršení celkového škodného průběhu pojištění s přímým dopadem na výši pojistného všech klientů pojišťoven. Značným negativem jsou například ve Velké Británii, kde se staly jedním z faktorů, díky nimž nebylo v této zemi povinné ručení do roku 2011 šestnáct let ziskovým. Jen v roce 2010 britské pojišťovny odhalily na 40 000 fingovaných havárií za 466 miliónů liber. Problémem také může být situace, kdy si řidič sám poškodí své vozidlo a později se při nehodě poškodí právě část vozidla, která již byla v minulosti poškozena. „Pokud bylo vozidlo již dříve poškozeno a následně došlo ke kolizi ve stejném místě, jste povinni ohlásit, že auto bylo již částečně poškozené. Pokud to neuděláte a pojišťovna dřívější poškození nesouvisející s nehodou odhalí, odmítne vyplatit plnění i za nové poškození,“. V takovém případě je nejen riziko nevyplacení částky za způsobenou škodu, ale pojištěnec se také může vystavit trestnímu stíhání pro pokus o pojistný podvod.

## Výpověď a zánik pojištění
Formulář výpovědi povinného ručení je dokument, kterým pojištěný oznamuje pojišťovně, že chce ukončit smlouvu o pojištění odpovědnosti za újmu způsobenou provozem vozidla. Tento formulář obvykle obsahuje základní informace o pojištěném a vozidle, jako jsou jméno a adresa pojištěného, typ vozidla, registrační značka a číslo smlouvy o povinném ručení. Kromě toho formulář výpovědi povinného ručení musí obsahovat datum, kdy výpověď začne platit, a podpis pojištěného. Při vyplňování tohoto formuláře je důležité dodržet všechny požadavky stanovené pojišťovnou a včas odeslat formulář poštou nebo elektronicky ze smluvního emailu. Akceptovaná pojišťovnou je však i výpověď napsaná volnou formou, pokud obsahuje všechny náležitosti potřebné k identifikaci vozidla a pojistníka. V současné době pojišťovny umožňují zaslání výpovědi i elektronicky ze smluvního e-mailu pojistníka. S účinností nového zákona 30/2024 Sb. o pojištění odpovědnosti vozidla bude možné provádět některé druhy zániku pojištění i online na webových stránkách pojišťoven.

## Jak se počítá cena povinného ručení
Do výpočtu ceny povinného ručení vstupuje celá řada proměnných. Zásadní vliv na cenu má věk řidiče. Mladý nezkušený řidič je pro pojišťovnu větším rizikem, proto také zaplatí více. Roli hraje také bydliště. Větší riziko nehody je statisticky ve velkých městech s hustou silniční dopravou než na vesnici s mírným provozem. Nejdráže tedy obecně zaplatí obyvatelé Prahy.
Cenu povinného ručení ovlivňuje i tovární značka, model a stáří vozidla. Pojištění luxusních vozů vyjde tedy nejdráže. Záleží rovněž na zdvihovém objemu válců, výkonu motoru či hmotnosti vozidla. Při výpočtu ceny záleží také na způsobu užívání vozidla. Ceny je vyšší například u vozidel autoškol nebo taxislužby.
Pojišťovny sledují i nehodovost majitelů vozidel. Pokud jezdí beze škod, získá bonus a pozitivně tak ovlivní výslednou cenu povinného ručení. Naopak za nehody je započítán malus.

## Co vše se platí z povinného ručení
Z povinného ručení jsou hrazeny škody, které způsobí řidič pojištěného vozidla na majetku či zdraví třetích osob. V praxi jsou z tohoto pojištění hrazeny například škody na vozidle poškozeného, škody na dopravním značení a jiném cizím majetku (např. plot, dům apod.), dále také odškodnění za zranění nebo smrt jiných účastníků dopravní nehody. Z povinného ručení není proplacena škoda na vozidle viníka dopravní nehody. Ke krytí těchto škod je třeba mít sjednáno havarijní pojištění.

## Seznam pojistitelů (členů ČKP)
- Allianz pojišťovna
- ČSOB pojišťovna
- Česká podnikatelská pojišťovna
- Generali Česká pojišťovna
- Direct pojišťovna
- Hasičská vzájemná pojišťovna
- Kooperativa pojišťovna
- Slavia pojišťovna
- Uniqa pojišťovna
- Pojišťovna VZP
- Pillow pojišťovna
- LeasePlan